# Zawoda
Zawoda – wieś w Polsce, położona w województwie lubelskim, w powiecie zamojskim, w gminie Skierbieszów.
| SIMC    | Nazwa  | Rodzaj    |
| ------- | ------ | --------- |
| 0899006 | Dulnik | część wsi |

W latach 1975–1998 miejscowość administracyjnie należała do województwa zamojskiego.
Wieś jest sołectwem w gminie Skierbieszów. Według Narodowego Spisu Powszechnego z roku 2011 wieś liczyła 222 mieszkańców.
Wierni Kościoła rzymskokatolickiego należą do parafii Wniebowzięcia Najświętszej Maryi Panny w Skierbieszowie.

## Szlaki
- – Szlak Ariański